# Ruusa (przystanek kolejowy)
Ruusa – przystanek kolejowy w miejscowości Ruusa, w prowincji Põlva, w Estonii. Położony jest na linii Tartu - Koidula. 

## Historia
Stacja kolejowa Ruusa została otwarta 1 listopada 1931 wraz z otwarciem linii. W późniejszym okresie zdegradowana do roli przystanku.

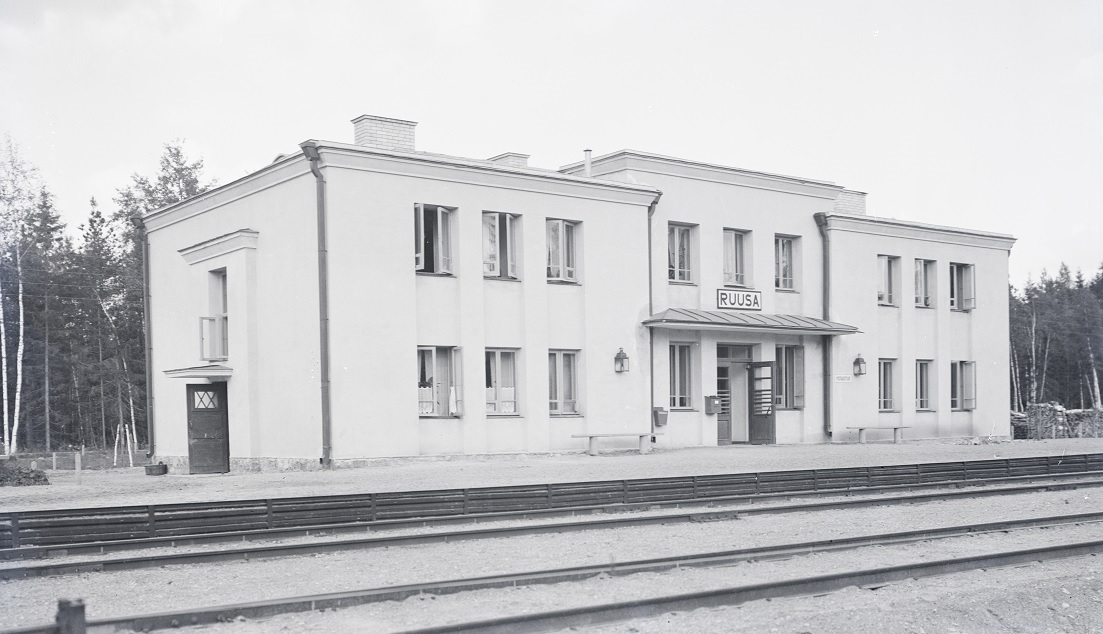
Budynek stacyjny w okresie międzywojennym